# バートラム・バトログ

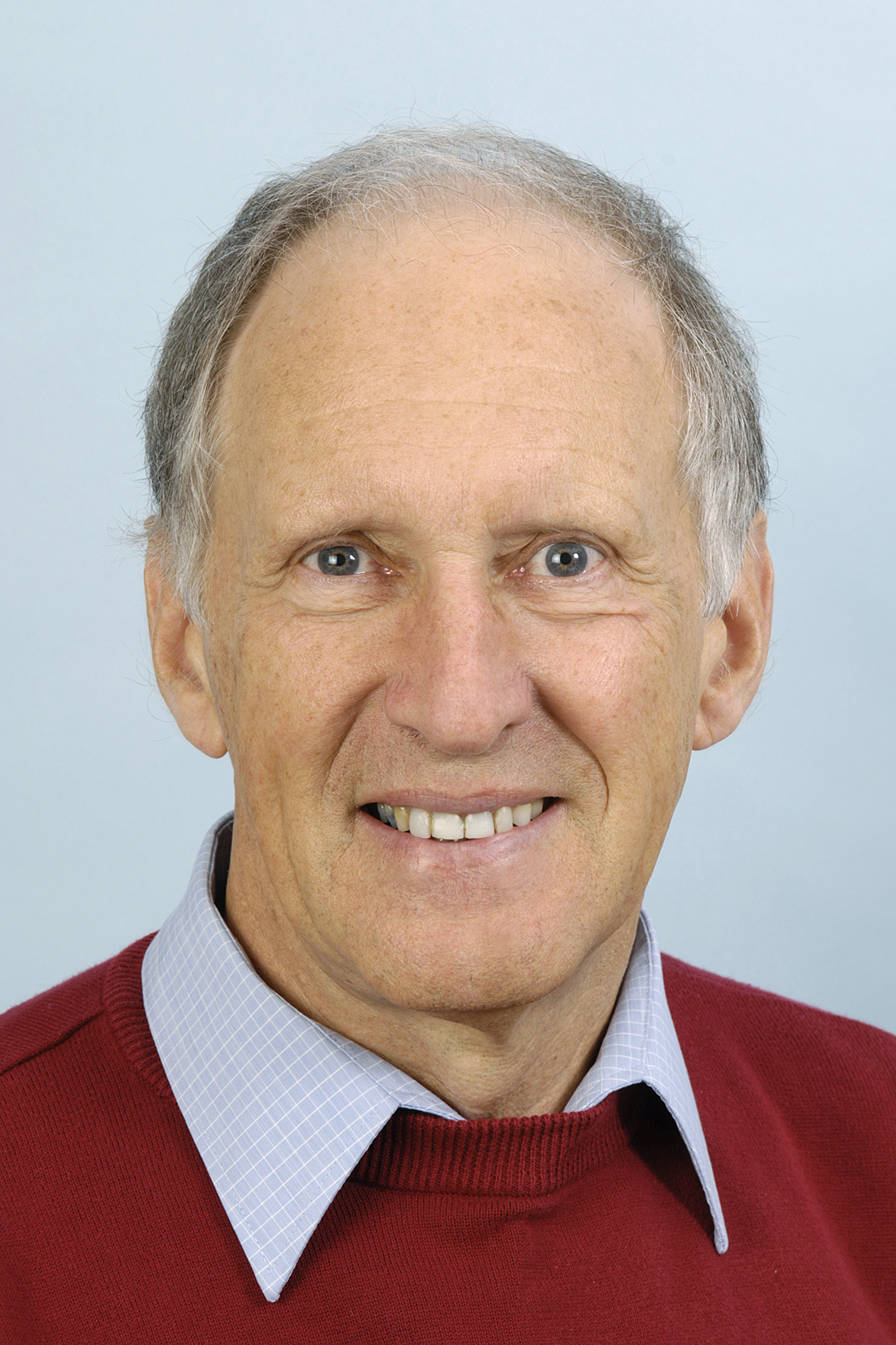
Bertram Batlogg

バートラム（ベルトラム）・バートロッグ（ドイツ語: Bertram Batlogg、1950年 - ）は、オーストリア西部フォアアールベルク州ブルーデンツ生まれの物理学者。
超電導研究の大家として知られる。1997年にベルント・T・マティアス賞を受賞。
ベル研究所固体物理学部門責任者を務めた。ヘンドリック・シェーンの研究チームのリーダーとなり、その論文ほとんどすべての共著者に名を連ねた。
2000年9月から、スイス連邦工科大学チューリッヒ校教授。
2002年にシェーンの研究が捏造されたものであることが発覚したが、調査委員会に対し「自分は上司でなく対等な関係の共同研究者であり、シェーンの捏造に対しなすすべがなかった」旨弁明、処分の対象とはならなかった。